# Syndrome d'hyper immunoglobuline M lié à l'X
Le syndrome d'hyper immunoglobuline M lié à l'X est une anomalie de la cytotoxicité des lymphocytes B et T avec un taux bas des immunoglobulines G et A et une concentration élevée des immunoglobulines M. La réponse immunitaire humorale est basse ou absente.
Les signes cliniques sont variables même au sein d'une famille. La moitié des garçons sont atteints avant un an et 90 % avant quatre ans. Les manifestations cliniques comprennent des infections respiratoires récurrentes hautes et basses, des infections opportunistes et des diarrhées avec une croissance faible de l'enfant. L'anémie, la leucopénie et la thrombopénie sont habituelles. Des troubles auto-immunitaires sont possibles. 15 % des enfants présenteront des méningites. Une cirrhose et des tumeurs malignes du foie ou du pancréas sont les complications les plus graves survenant au cours de l'adolescence. Le risque de maladie de Hodgkin avec infection à virus d'Epstein-Barr est augmenté.
Le diagnostic repose sur la clinique, les anomalies biologiques et la baisse de la réponse de la protéine CD40 mesurée par la cytométrie de flux.

## Sources
- (en) Judith Johnson, Alexandra H Filipovich, Kejian Zhang : X-Linked Hyper IgM Syndrome GeneReviews at GeneTests: Medical Genetics Information Resource (database online). Copyright, University of Washington, Seattle. 1997-2007. .